# Nanami (シンガーソングライター)
nanami （ななみ、1997年7月7日 - ）は日本の女性シンガーソングライター、ものまねシンガー。本名は山田七海（やまだ ななみ）、旧芸名はnatchy（なっちぃ）。沖縄県沖縄市出身、在住。タイトプロ所属。音楽レーベルはBattle Cry Sound。身長144cm。

## 経歴
小学生の時に絢香の曲を聴きシンガーを目指す。
2009年、12歳より北谷町美浜の観覧車下にてストリートライブを始め、2010年より学業と並行し音楽活動を開始。当時は個人事務所を立ち上げ、沖縄を中心に音楽イベントに多数出演。
2011年3月にインディーズで初アルバム『natchy7』リリース、同年開催の「第5回世界のウチナーンチュ大会」のテーマソングに自作曲「ニライの彼方」が選ばれる 。
2014年4月、『47都道府県対抗!歌ウマ頂上決戦』（テレビ朝日系）に高校在学中に出場、「LOVE LOVE LOVE」「M」を沖縄弁を交えて歌唱し準優勝。同年8月、『 関ジャニの仕分け∞』（テレビ朝日系）のカラオケ企画に「歌ウマ軍団」として出演。
2015年、沖縄県雇用政策（みんなでグッジョブ運動）推進キャラクターに選ばれ、テーマソングに自作曲「一歩ずつ」が採用される。
2016年4月、「IFLCインターナショナルフェスティバル2016」に日本代表として選ばれ、アメリカワシントンD.C.のステージで歌唱。
2021年10月より芸名を「nanami」に改名。2022年2月に改名後の初CD『うわっツラ』をリリース。
2022年7月よりテレビアニメ『妖怪ウォッチ♪』（テレビ東京系）主題歌「ギョロリング♪」歌唱を担当。また2023年1月13日公開の特別編『妖怪ウォッチ♪ ジバニャンvsコマさん もんげー大決戦だニャン』エンディング曲に「Homeのうた」を担当。
2024年7月、結婚を発表した。

## ものまねシンガーとしての活動
2016年から様々なアーティストの歌まねを披露しており、本名の山田七海として数々のカラオケ番組・歌まね番組に出場した。レパートリーは絢香、Ado、milet、あいみょん、Aimer、aiko、宇多田ヒカル、中島美嘉など。
2016年9月、『ものまねグランプリ』（日本テレビ系）にて40組中5位にランクイン、番組史上最年少の19歳で決勝進出。2021年9月、同番組内「新世代ものまね歌姫No.1決定戦」にて「inside you」を歌唱しグランプリ獲得。
2022年12月9日放送のフジテレビ『ものまね王座決定戦』で第5位の結果を収めた。
YouTubeや各イベントで荒牧陽子、松浦航大、よよよちゃんなど、他のものまねシンガーとのコラボレーションも多い。

## 作品

### シングル
natchy名義
- 海の声（2016年3月2日）
- 逆転ホームラン（2017年7月7日）

nanami名義
- うわっツラ（2022年2月22日）
先行デジタル配信の「うわっツラ」「覚悟」に「嬉し泣き」を追加し収録[12]。
- ギョロリング♪（2022年7月29日、デジタル配信）

### アルバム
natchy名義
- natchy7（2011年3月16日）
- Forteen（2012年2月1日）
- にじといるか（2013年4月24日）
- 一歩ずつ（2016年4月6日）

### オムニバス参加
- 妖怪ウォッチ♪のうたベスト（2022年12月7日）「ギョロリング♪」「Homeのうた」

## 出演

### バラエティ
- 47都道府県対抗!歌ウマ頂上決戦（2014年4月27日、テレビ朝日）
- 関ジャニの仕分け∞ 2時間SP（2014年8月16日、テレビ朝日）
- THEカラオケ★バトル（テレビ東京系）
  - U‐18歌うま甲子園（2015年11月25日）
  - 都道府県対抗!ご当地歌うま王決定戦2（2016年1月13日）
  - 芸能界最強歌うま王決定戦2022 夏（2022年8月7日）
- ものまねグランプリ（2016年 - 、日本テレビ）
- ダウンタウンDX DX限定スペシャルモノマネショー!（2019年7月25日、読売・日本テレビ）
- 中居正広の金曜日のスマイルたちへ（2021年6月25日・2022年2月25日、TBS）
- ものまねランキング2022（2022年1月2日、テレビ東京）
- 熱唱!ミリオンシンガー（2022年8月9日、日本テレビ）
- 千鳥の鬼レンチャン（2022年10月23日・2024年6月23日、フジテレビ）
- ものまね王座決定戦（2022年12月9日、フジテレビ）- 第5位

### ラジオ
- natchyのラジオでもSong my LIFE（FMコザ、2017年4月 - 2019年3月）